# 托马斯·曼
保罗·托马斯·曼（德語：Paul Thomas Mann，1875年6月6日—1955年8月12日）， 德国作家，1929年获得诺贝尔文学奖。

## 生平

### 1875年-1913年

#### 早年
保罗·托马斯·曼生于德国吕贝克，是商人托马斯·约翰·亨利希·曼的儿子，亨利希·曼（1871年生）的弟弟。他的母亲朱莉亚·曼（娘家姓氏席尔瓦－布翁斯）有一半的巴西血统。除了海因里希和托马斯外，她还生育了朱莉亚（1877年生），克拉（1881年生）和维克多（1890年生）。这样的家庭百般具备——正如托马斯·曼多年后描述的那样，他的童年时光“幸福且受关注”。
他的父亲1891年死于在当时属于无药之症的膀胱癌。在他的遗嘱中他决定变卖他的公司和他们在吕贝克（德国北部城市，位于漢堡附近）的住房。他的妻子和孩子们依靠卖得款项的利息来支付日常花销。
尽管青少年时代的托马斯·曼并非是一个缺乏天赋的孩子，但是，他对于学校的课程表现地毫无兴趣。他更愿意致力于发展其由来已久的对于写作的爱好，并以散文随笔和作文的形式参与其与他人共同编辑出版的杂志《春天风暴》。在一封保存下来的1889年的信中，当时只有14岁的托马斯·曼在信的末尾属名“托马斯·曼，抒情戏剧诗人”。这反映了托马斯·曼对于自己将来当作家这件事是很认真的。1894年，出于对卡塔丽诺依姆中学的反感和厌恶，他在完成了中学第七年课程后离开了那里，并迁居慕尼黑。他的母亲和兄弟姐妹已经先于他一年搬到那里定居。
托马斯·曼的父亲去世后，孩子们被指定了一位监护人。这位监护人认为，托马斯·曼离开学校后应该选择一个正当的职业。托马斯·曼顺从了这一意愿，并且在此之后任职于一家火灾保险公司。在办公桌前的工作对于托马斯·曼来说极其无聊和不具挑战。一则关于他的轶事至今仍无争议。是说，在他誊写清单时偷偷从事写作。托马斯·曼的处女作是于1894年发表的一篇题目简洁的短篇小说《堕落》。这篇小说发表于一本名为《社会》的杂志并受到好评。
1895年，托马斯·曼放弃了在火灾保险公司的工作，开始在慕尼黑应用技术大学学习。最初，他心里想着的是选择从事记者这一职业。中学时期的毫无目标，依然在他大学学习期间延续。当1896年托马斯·曼年满21岁时成年时，他有资格从父亲所遗留下来的财产中获得每个月160到180马克的零花钱。这样，他就有了足够的收入。托马斯·曼决定从那些被动的教学活动中把自己解脱出来，成为一名自由作家。

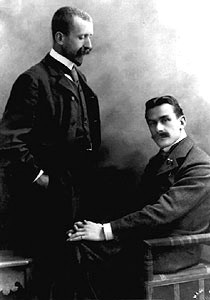
亨利希·曼（左）和托马斯·曼–1900年前后

#### 第一本书出版
和亨利希一起去意大利的想法一经产生，就很快付诸于行动。目标是罗马。1897年，兄弟二人在位于罗马东面的小城租住了一套房子。托马斯·曼在这一时期创作了几部中篇小说，其中包括《矮个子弗里德曼先生》。并且开始了长篇小说《布登勃洛克家族》的创作。
托马斯·曼曾为某组织的一份名为“20世纪——为德国的生活方式和全民福祉所办的报纸（Das Zwanzigste Jahrhundert – Blätter für die deutsche Art und Wohlfahrt）”的刊物做过一些零星的工作。哥哥亨利希有一段时间也任该刊物的编辑。但很快，托马斯·曼就放弃了这份工作。充斥该报刊的种族主义基调，以及刊物中所包含的反犹太主义色彩，很不适合将其介绍给读者。过后，两兄弟也不愿意让人谈及这一段往事。取而代之是，托马斯·曼于1898年在讽刺类刊物“最简单（Simplicissimus）”编辑部工作了一年。
1901年，托马斯·曼的第一部小说《布登勃洛克家族——一个家族的衰落》出版了。小说一经发行马上就在读者和文学评论界引起了积极的反响和共鸣。然而，很快在吕贝克就传开了，小说当中的大家族以及所提及的人物并非完全虚构，而是城里的真人真事。小说出版不久，就流传出了一份名单，泄露了小说中所对应的现实中的人物。曾有一家吕贝克的当地书店因为备有可出借的小说人物解密名单而顾客盈门。
小说《布登勃洛克家族》是托马斯·曼创作的有极大影响的作品之一。28年后，就是由于这本书的创作，瑞典学院授予了托马斯·曼诺贝尔文学奖。

#### 私人生活
1903年，兄弟亨利希和托马斯·曼间产生了不和的迹象。托马斯·曼感到，哥哥亨利希不认可他是一个真正的艺术家，作为还击，托马斯·曼贬低亨利希的作品“即无聊又无耻”。尽管两人没有断交，在之后的几年里也有和好的尝试，不过在关于艺术在文学中角色的公开讨论中，两人尽量避免冲突。

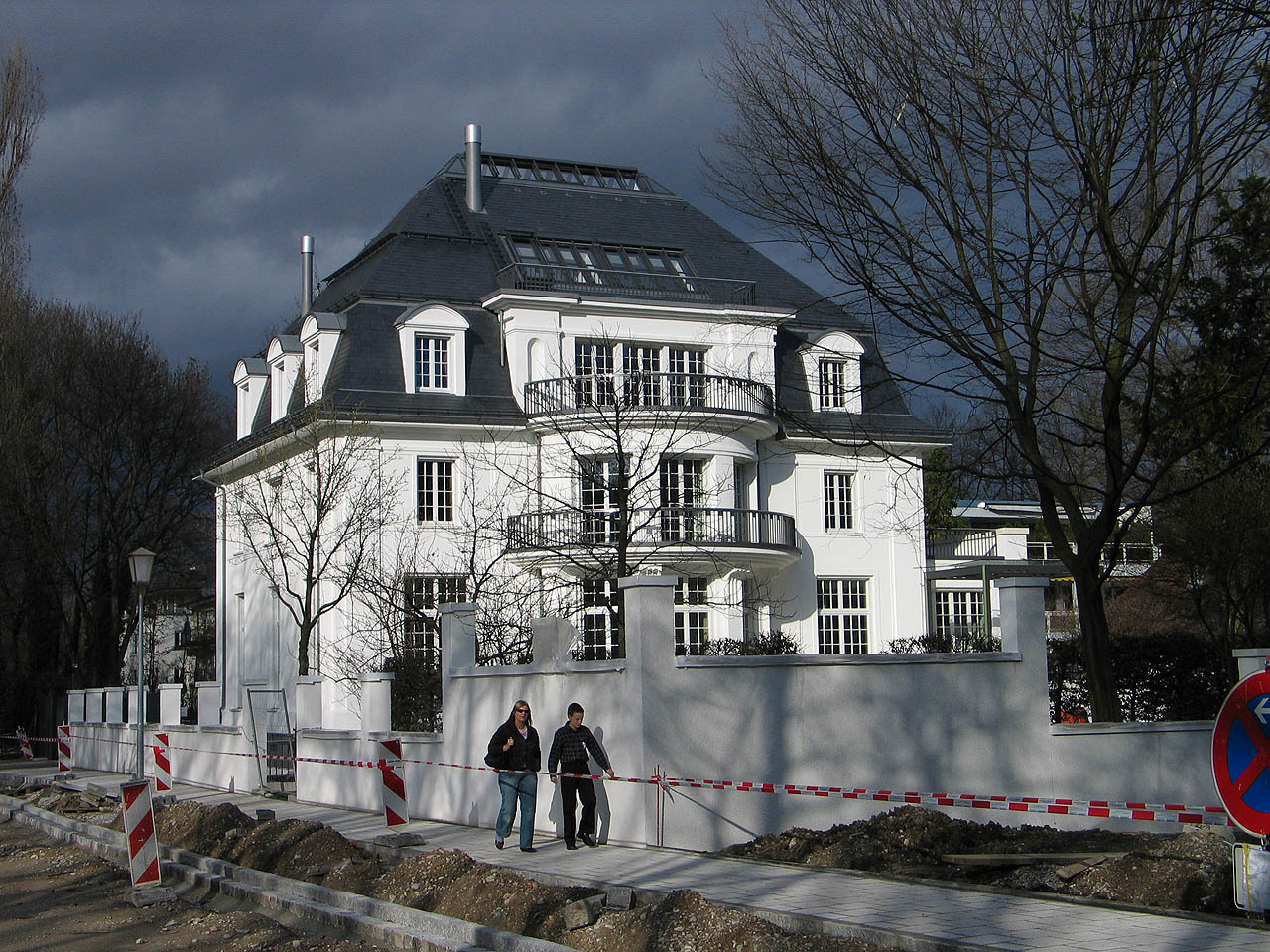
托马斯·曼在慕尼黑（Herzogpark城区）的别墅。二战中摧毁，现重建。

1904年，托马斯·曼认识了卡特琳娜（更为熟悉的名字是卡提亚）并向她求婚。这件事令人十分吃惊。托马斯·曼在此之前并没有跟女性有过亲密往来，更不要说像他哥哥那样有过“风流韵事”了。关于自己的性倾向问题，托马斯·曼虽然从来没有明说，不过也没有隐藏。是他自己决定要过一种当时普遍认可的资产阶级的生活。对“少年”和同性关系的倾慕流露在作者的笔记和众多文学作品中，如《布登勃洛克家族》（Hanno/Kai Graf Mölln），和《威尼斯之死》。
在托马斯·曼长期不懈的追求和求婚之后，直到1905年2月11日，卡提亚才终于与托马斯曼结婚。婚后他们前后有了6个孩子：女儿（1905年），儿子（1906年），儿子（1909年），女儿（1910年），女儿（1918年），儿子（1919年）。其中次子戈洛·曼是一名史學家與哲學家。
1912年医生怀疑卡提亚患了肺结核，必须在瑞士达沃斯的一家结核病疗养院长期疗养。托马斯·曼在疗养院看望了妻子。疗养院的气氛，卡提亚对医院病人的描述和作者自己在医院的印象赋予作者以灵感，使他创作了《魔山》（1913年—1924年，1915年曾中断）。

### 1914－1929

#### 第一次世界大战
当1914年第一次世界大战爆发时，有不少文学家很支持。在给哥哥亨利希·曼的信中他写道：
“我必须对物质生活方面的大变动做好准备。如果战争再继续，我可以很有把握地说，我真的会，如人们所说得那样，被彻底“毁”了的。”然后他又写道：“以上帝的名义！难道我要反对这些由大事件带来的特别是精神上的大变革吗？难道人们不要心怀感激，被允许经历这种难以预料的大事情吗？”
托马斯曼认为战争原则上是必要的。战争可以摧毁世界上“最可恶的警察国家”——沙皇俄国。
在他的《战争中的思考》一文中他为有军国主义倾向的同行辩护。作家斯蒂芬·茨威格，赫尔曼·黑塞，和罗曼·罗兰，都反对战争。此时的托马斯·曼跟他哥哥断绝了往来。

#### 威玛共和国
1922年6月24日，外交部部长瓦爾特·拉特瑙遇刺身亡。该事件促使托马斯·曼更加坚定地公开支持共和制和它的价值观。在“关于德意志共和国”的讲话中他第一次表明了他的警示者和新制度支持者的身份。他认为，民主与人文主义是统一的。如果人们要遵循人文主义，就要学会人与人之间民主地相处。
1924年，托马斯·曼出版了长篇小说《魔山》。小说立即大获成功。之后又出版了《无秩序和早先的痛苦》和《关于婚姻》。1925年作家着手创作《约瑟夫四部曲》。小说的原型是那些非常令托马斯曼着迷的年轻人。1927年，托马斯曼认识了他孩子好友，17岁的Klaus Heuser。对于Klaus Heuser，作家这样描述：“他是我作为一个人所能体会到的最后的激情。”约瑟夫身上或许就带有他的影子吧。
托马斯·曼，作为德国文学界的一颗明星，作为普鲁士艺术学院“诗歌部”的最早成员，也努力改善文学的声誉。特别是他反对当时限制作家创作自由的“反肮脏无品味法”。在漫画“诗歌院在工作中”，托马斯·曼被丑化为抄袭者，剽窃格哈特·霍普特曼作品中的某些成分。漫画展示了托马斯·曼是如何拿着纸和笔站在这位自然主义作家身后越过他的肩膀看他创作的。

#### 诺贝尔奖
1929年，托马斯·曼被授予诺贝尔文学奖。对此，他自己並不感到吃惊。几年前人们就猜他会得奖，他本人更是于1927年就期盼该奖了。1929年11月12日下午，好消息终于从斯德哥尔摩传到了托马斯曼那里。托马斯曼并不很高兴，因为诺贝尔奖评审委员会几乎只考虑了他的小说《布登勃洛克家族》。这主要是因为委员会中的关键人物，瑞典文学家弗雷德里克·博奇，不但不赞赏《魔山》，还在几篇评论文章中痛批了一番。奖金数额达20万马克，比今天的50万欧元还多。其中一部分被用来偿还由两个孩子和的多国旅行所造成的高额债务。曾说，“我们虽然没得到钱，但此事却令我们很高兴”。一部分用来支付托马斯曼的房子。又购置了两辆车，一辆敞篷别克，一辆是（奥迪的前身）。在斯德哥尔摩就有记者提醒托马斯曼一家把钱“留在外面”，他们虽然没理解为什么，但还是将一大部分留在了瑞士。当他们1933年离开德国时，托马斯曼失去了大部分不动财产。
在1919年1月19號德國的人民代表委员会的選舉上，也就是魏瑪共和國的開端，托马斯·曼保留了他的一票，然而他卻跟他兄弟一樣，屬於在Aufruf gegen den Unmut上簽下名的顯要人士之一，在這份文件中，人民被勸告貢獻他們的力量給這個共和政體。
雖然在這裡人們因簽名連署而結合起來，這對兄弟卻直到1922年才因亨利希的一場重病而和解，這場病使托马斯·曼回想起兄弟之間的關係比他們之前所討論的財產分配還重要。

### 1930－1944

#### “德意志致词”
在1930年9月的议会大选中纳粹分子的得票率增长惊人。托马斯·曼跟其他纳粹党的怀疑者们一样以不信任的眼光关注着这支政治势力的发展，决定发表讲话“呼吁理智”。这次1930年10月17日在柏林贝多芬厅的讲话被称为“德意志致词”而载入史册。在多数由社会民主党和共和党成员组成的听众中混入了不少纳粹分子，他们企图吵闹扰乱会场但没有得逞。托马斯·曼直言不讳地称纳粹主义是：
“怪癖野蛮行径的狂潮，蠱惑民心的低級市集上才见的粗鲁。”
“群众性痉挛，流氓叫嚣，哈利路亚，德维斯僧侣式的反复颂念单一口号，直到口边带沫。”
他质问，是否这就是德意志，是否“纳粹理想所要求的那种低级的，纯种的，思想单纯的，脚后跟行军中啪啪作响的，幼稚听话的，激情荡漾的真诚；这种高度的全民族的单一化在一个成熟且经验丰富的文化民族里，如德意志民族，真的可以实现。”场内掌声如雷，可是讲话没有引起外界的关注。托马斯·曼属于反对纳粹主义的社会名流，由于他在国外的声望他的表态有很重的分量。可是，他的许多呼吁却没人听。
1933年2月托马斯·曼和他妻子做了一次国外长途旅行，先到了巴黎，后到瑞士的阿罗萨。在1933年5月10日的焚书运动中托马斯·曼的书幸免于难，可他哥哥亨利希就没那么幸运了。当普鲁士艺术学院“诗歌部”的成员被要求对纳粹政府发誓效忠时，托马斯·曼毅然放弃了他的职务。他和他妻子决定先不回德国。

#### 流亡初期
因为托马斯·曼和家人必须将不动产留在德国，所以下决心离开德国并不容易。由于托马斯·曼当年把斯德哥尔摩奖金的很大一部分转账到了瑞士，又带出了国内的现金，所以经济上并不拮据。托马斯曼的出版社也再三请他在这种严峻的形势下不要离开德国人民，并愿意出版他的新书。
他流亡的第一站是法国，最终全家搬到瑞士住在苏黎世附近的屈斯纳赫特。托马斯·曼的人身自由因他德国护照的过期被限制。纳粹分子要求托马斯·曼回到慕尼黑，然后才给他延护照，其实是想逮捕他。1934年，37名德国知名人士被剥夺了国籍，阿尔伯特·爱因斯坦也在此之列。托马斯·曼虽然幸免，但是财政部以托马斯·曼在跟出版社所签合同中偷税的名义没收了他在慕尼黑的房产和家具。
1934年和1935年去美国的旅行是托马斯曼一家作的最早的两次。美国人对这位著名作家很感兴趣，同意他无需有效护照入境。60岁的生日他又是在屈斯纳赫特过的，瑞士人非常隆重地为他庆祝了一番。1936年11月19日托马斯·曼在捷克斯洛伐克领馆申请加入了捷克国籍。在日记中他简短记载了这次经历，称它为“奇怪事件”。几星期后他们被剥夺了德国国籍（同时包括他的妻子卡提亚和儿子，女儿伊丽莎白，儿子麦克尔）。同时纳粹还剥夺了托马斯·曼于1919年被波恩大学授予的荣誉博士称谓。该称谓直到战后1946年12月13日才得到恢复。

#### “我在哪里，哪里就是德国”
托马斯·曼及家人迁居到美国的同时，在奥地利发生了一系列事件，最终导致了奥地利被纳入德国版图。1938年2月21日，当托马斯·曼到达纽约时记者请他对该事态发展表态并问，是否他觉得流亡生活是一种沉重的负担。纽约时报第二天发表了托马斯·曼的回答：
这令人难以忍受。不过这更容易使我认识到在德国弥漫着荼毒。之所以容易，是因为我其实什么都没有损失。我在哪里，哪里就是德国。我带着德意志文化。我与世界保持联系，我并没有把自己当作失败者。
美国流亡生活的第一站是普林斯顿（新泽西）。托马斯曼在那里的大学获得了一个客座教授的职位。同时他也从事一部关于歌德的小说《罗德在魏玛》的创作（1939年出版）。

#### “德国听众！”
随着1939年9月1日第二次世界大战的爆发，托马斯·曼的事务更多了。他是众多移民助救机构的成员，如“犹太基督难民委员会”，“独神教教务委员会（Unitarian Service Committee）”。1940年托马斯·曼通过英国廣播公司的广播节目“德国听众”中发表讲话。他把所得的酬金捐给了“不列颠战争福利基金会。”众多重要讲话包括1945年1月14日的那一次。
愿战争结束！愿那些把德国推到现在这种地步的残忍的人被清除！愿人们可以开始过新的生活，去清理废墟，逐渐开始内在和外在的重建，和别的民族和解，跟他们有尊严地一起生活！这是你们希望的吗？我说出了你们的渴望吗？我相信是的。不论你们的内心曾经不时地是多么向往，你们已经受够了死亡，破坏，混乱！你们要秩序和生命，一个新的生活秩序，不论它一开始有多少年会多阴暗多承重。

#### 一生的忏悔
1941年托马斯·曼举家迁往加州洛杉矶近郊的太平洋帕利塞德。加入美国国籍一事一拖再拖，直到1944年，托马斯·曼才取得了美国国籍。从1943年到1947年，托马斯·曼致力于长篇小说《浮士德博士，由一位友人讲述的德国作曲家阿德里安·莱弗金的一生》（Doktor Faustus, Das Leben des deutschen Tonsetzers Adrian Leverkühn, erzählt von einem Freunde）的创作。在创作的前期工作中，托马斯·曼阅读了音乐学方面的教科书，看了莫扎特、贝多芬、柏辽兹、雨果·沃尔夫 以及阿尔班·贝尔格的传记。 他跟他同时代的作曲家如斯特拉文斯基，勋伯格，艾斯勒取得了联系，让他们对自己在作曲方面的问题进行指导。马丁·路德时代和三十年战争的文献和历史，以及漢斯·雅各布·馮·克里斯托·格里梅爾斯豪森的作品和中世纪的谚语集都属于小说的准备材料。小说主人公谐音为（一生不畏）。托马斯·曼想让读者这样来理解这个多侧面的人物。他称该书为他“一生的忏悔”，　后来他这样写到：
）的朋友，书的叙述者）是对我自己的一个讽喻。（的生活感受——读者或许不信——更多的是我自己的感受。

### 1945－1955

#### 托马斯·曼和战后德国
当战后几家报纸推荐托马斯·曼当任第一位联邦德国的总统时，他怀着惊讶的心情拒绝了这种想法。不过他自信且用他特有的幽默说：“只要我状态还不错的话，我有一种贵族的天才来起到对外象征的作用。”这种想法到底能否实现是很成问题的。托马斯·曼人为造成了他跟战后德国的隔阂：在他的公开信中“我为什么不回德国？”他提出了德国人有集体罪的观点。结果，恐吓信和对《浮士德博士》的批判纷至沓来。

#### 回归欧洲
托马斯·曼在小罗斯福总统逝世后（1945年）在美国日益失望。1951年6月美国众议院指责托马斯·曼是世界上斯大林和他党羽的最大同情者之一。这更加坚定了托马斯·曼回欧洲的决心。如同别的德国移民漢斯·艾斯勒和布莱希特一样，托马斯·曼必须对他的行动在“众议院非美活动调查委员会”前进行交待。整一年后，1952年6月，托马斯·曼一家回到了瑞士。

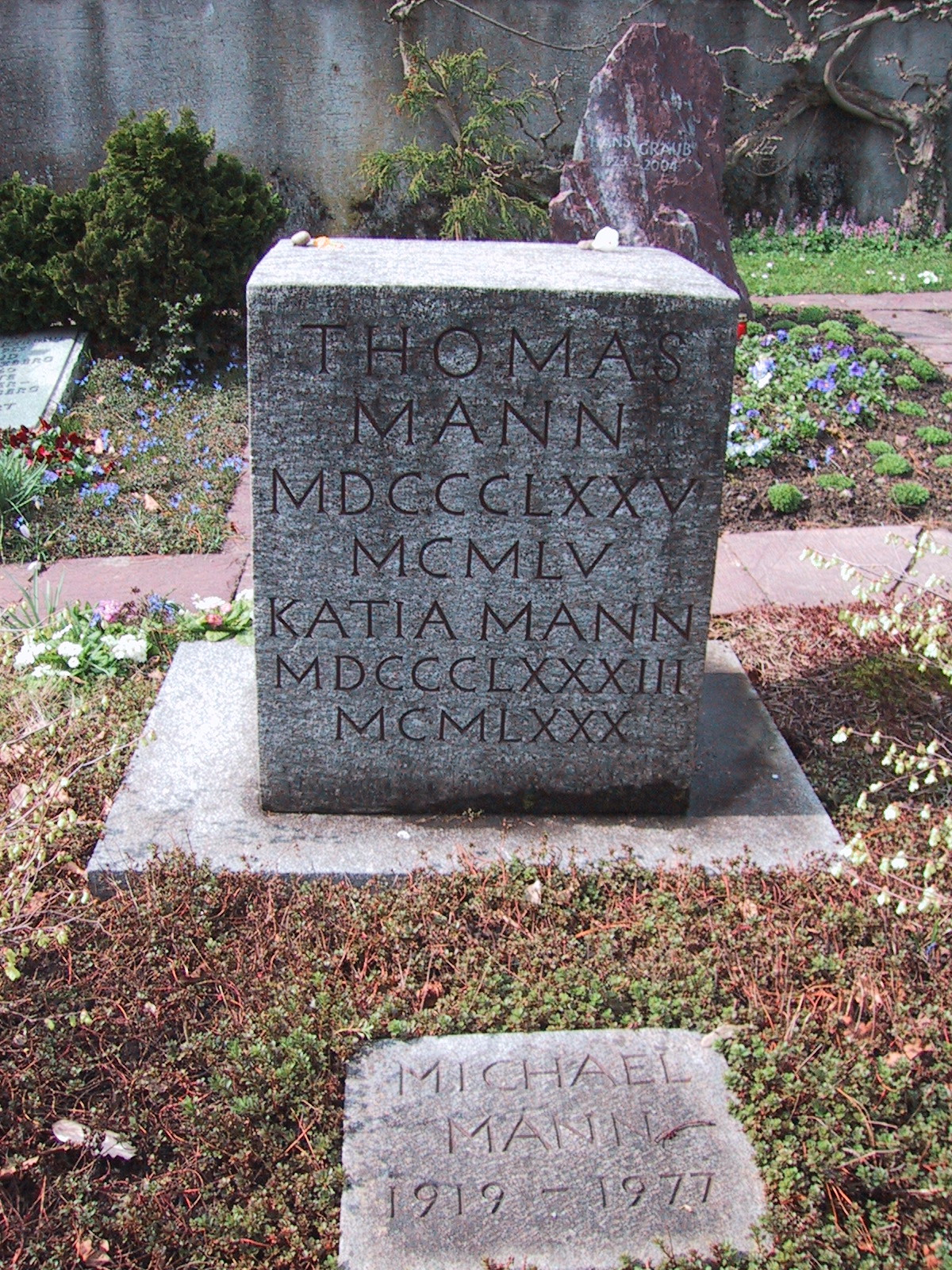
瑞士基尔希贝格公墓中托马斯·曼的墓地
托马斯·曼和他的夫人Katia Mann的墓碑在后，他们的墓前是小儿子Micheal Mann的墓碑

早在1949年托马斯·曼便借歌德200周年诞辰纪念活动之际访问了德国，到了法兰克福以及魏玛。公众对托马斯·曼的访问抱着怀疑的态度，不过托马斯·曼却说：“我不分占领区。我的访问是对德国的访问，德国作为一个整体，而不是不同的占领区。”从瑞士出发到德国的访问很快成了一项常规。1954年托马斯·曼继续他1922年便开始的长篇小说《大骗子克鲁尔的自白》的创作。该部作品未能全部完成。席勒逝世150周年之际（1955年），托马斯·曼发表了杂文《试分析席勒》（Versuch über Schiller）并发表讲话。吕贝克授予他荣誉市民称号。1955年7月20日托马斯·曼被确诊患了血栓。治疗没能起到效果。托马斯·曼于8月12日由于动脉硬化症在苏黎世的医院逝世，享壽80岁。

## 自我对话和后人接受

### 日记
托马斯·曼一生都记日记。1933年之前的日记被他焚毁了，只有1918年至1921年的部分幸免遇难，因为里面含有关于小说《浮士德博士》构思。日记所包含的时间段实际为1918年至1921年和1933年至1955年。根据作者的遗愿，他的日记1975年即他100周年的诞辰日才可已出版。读者的期望很高，但在日记出版以后，却大都十分失望。除了人们现在终于在日记里可以找到关于托马斯·曼同性恋倾向方面所谓“白纸黑字”的证据外，作者很私人的自白也引来了人们对他自恋狂的批评。不过既然没有规定，什么可写入日记，一个作家如不在日记里，又可以在什么地方显示他的孤芳自赏呢？无论如何，托马斯·曼的日记是重要的见证，它显示了作者私人的一面，有利于人们对他的全面认识。

### 影响 – 那时和今日
托马斯·曼作品的影响难以简短概括。他的生活和作品生前就很受争议，死后也是如此。
有人批评他的作品缺乏天赋和想象。这一点跟他的工作方式有关。他的作品不是创作力突然迸发的成果，而是长年累月以顽强毅力一点一滴积累的结果。作品中描述的人、景、事大都有现实依据，故事情节很少是凭空创作的。这些情节在一个新情节中的融合，广泛联想和语言上的精确描写使得托马斯·曼的作品成为一种阅读享受。有人轻蔑地称他的作品是“教育性的资产阶级的产品”。
他文学上的成就，典型资产阶级的生活方式以及他的辩才为他树敌不少。他跟有些同事的关系十分紧张。罗伯特·穆西尔，其实很受托马斯·曼推崇，库尔特·图霍夫斯基嘲讽他是一个“大作家”。贝尔托·布莱希特称他为一个“忠于政府的资产阶级的拿定薪的作家”。艾弗烈·德布林称他把“烫衣缝上升到了艺术原则”。他特别跟赫尔曼·黑塞和雅各布·瓦瑟曼保持友好关系。由于他大多数文学创作的原型是他亲戚圈、名人圈里的人，使他也得罪了不少人。
早于1920年代，托马斯·曼就公开反对极端右翼势力。1933年，纳粹夺权后，他跟纳粹的关系一开始并不明确。虽然他的房子和其他财产被没收了，当局甚至对他下了逮捕令，但不少人认为，当局还是希望这位世界知名的诺贝尔奖获得者回国的。1934年他的小说年轻的约瑟夫仍然允许由柏林S·菲舍尔出版社出版。托马斯·曼在公开反对当局之前也犹豫了很久。1936年2月，他以一份在新苏黎世报发表的对的公开信，同时在他女儿Erika推动下，与德国当局决裂。接着他被剥夺国籍，慕尼黑的财产也被拍卖。
在托马斯·曼诞辰100周年之际，学者探讨了为何托马斯·曼没有弟子的问题。文学家撰文《托马斯·曼对于当代德国文学的影响》一针见血地指出：托马斯·曼的影响“不在于传习而是对立”。由于无人可以跟他平起平坐，所以只能是反对他。文学评论家马塞尔·莱希-拉尼基总结说：“不少作家称，对他们来说沒有人比《魔山》的作者更无关紧要—但他们又愤怒又大概也很妒嫉是用着颤抖的声音这样说的。”
苏珊·桑塔格回憶初见托马斯·曼，“那时我觉得自己是成年人，被迫生活在孩子的躯壳里。后来，我又觉得自己像一个有幸生活在成人的躯壳里的孩子，我的那种认真热情的品质在我的童年时期就已经完全形成，它使我现在仍继续认为现实还未到来，我看到我的前面还有一片很大的空间、一条遥远的地平线。”

## 作品

### 长篇小说
- 《布登勃洛克家族》，1901年。译本：人民文学出版社，1962年
- 《国王的神圣》（Königliche Hoheit），1909年
- 《魔山》1924。译本：上海译文出版社，1991年
- 《约瑟夫和他的兄弟们》四部曲（Joseph und seine Brüder Tetralogie），1933-1943年
  - 《亚克伯的故事》（Die Geschichten Jaakobs），1933年
  - 《年轻的约瑟夫》（Der junge Joseph），1934年
  - 《约瑟夫在埃及》（Joseph in Ägypten），1936年
  - 《赡养者约瑟夫》（Joseph der Ernährer），1943年
- 《绿蒂在魏玛》（Lotte in Weimar），1939。译本：上海译文出版社，1989年
- 《浮士德博士》（Doktor Faustus），1947年
- 《被挑选者》（Der Erwählte），1951年
- 《騙子菲利克斯·克魯爾的自白》，1954年。译本： 上海译文出版社，1998年

### 记叙类文章，短篇小说，中篇小说
- 《展望》（Vision），1893年
- 《堕落》（Gefallen），1894年
- 《对幸福的愿望》（Der Wille zum Glück），1896年
- 《失望》（Enttäuschung），1896年
- 《死》（Der Tod），1897年
- 《小人物弗利德曼先生》（Der kleine Herr Friedemann），1897年
- 《小丑》（Der Bajazzo），1897年
- 《图比亚斯·敏得尼克》（Tobias Mindernickel），1898年
- 《衣柜》（Der Kleiderschrank），1899年
- 《复仇》（Gerächt），1899年
- 《小路易斯》（Luischen），1900年
- 《通往坟墓之路》（Der Weg zum Friedhof），1900年
- 《神的光辉》（Gladius Dei），1902年
- 《托尼奥·克律格》（Tonio Kröger），Novelle，1903年
- 《特里斯坦》（Tristan），Novelle，1903年
- 《饥饿者们》（Die Hungernden），1903年
- 《神童》（Das Wunderkind），1903年
- 《幸运》（Ein Glück），1904年
- 《在先知那里》（Beim Propheten），1904年
- 《艰难的时刻》（Schwere Stunde），1905年
- 《一则轶事》（Anekdote），1908年
- 《铁路事故》（Das Eisenbahnunglück），1909年
- 《Jappe和Do Escobar是如何打架的》（Wie Jappe und Do Escobar sich prügelten），1911年
- 《威尼斯之死》，1912年
- 《主人与狗》（Herr und Hund），1918年
- 《儿童的歌唱》（Gesang vom Kindchen），1919年
- 《双生子之血》（Wälsungenblut），1921年
- 《特里斯坦与伊索尔德》，1923年
- 《无秩序和早先的痛苦》（Unordnung und frühes Leid），1926年
- 《马里奥和魔术师》（Mario und der Zauberer），1930年
- 《被换错了的脑袋——一则印度传奇》（Die vertauschten Köpfe - Eine indische Legende），1940年
- 《法律》（Das Gesetz），1944年
- 《被骗的女人》（Die Betrogene），1953年

译本有：托马斯·曼中短篇小说全编，漓江出版社，2002年

### 戏剧
《佛罗伦萨》（Florenza）

### 杂文
- 《一个不关心政治者的观察》（Betrachtungen eines Unpolitischen），1918年
- 《自由的问题》（Das Problem der Freiheit），1937年
- 《试分析席勒》（Versuch über Schiller），1955年
- 《关于歌德》（Über Goethe）

## 作品的中譯
繁體本：
- 宣誠/譯，《托馬斯曼代表作：論托瑪斯曼生活與創作》，台北市：志文，1970年。
- 諾貝爾文學獎全集編譯委員會/編譯，《翁塞特(1928)/托瑪斯曼(1929)》，台北市：九華文化 1980年。
- 蔡美玉/譯，《魂斷威尼斯》，台北市：逸群，1981年。/台北市：日昇，1981年。
- 宣誠/譯，《魂斷威尼斯》，台北市：志文出版，1974年、1982年、1985年、1990年、1991年、1997年。
- 蔡靜如/譯，《魂斷威尼斯》，台北市：小知堂文化，2001年。
- 蔡爾宏/譯，《布頓柏魯世家：某家族的沒落》，台北市：志文，1986年。
- 彭淮棟/譯，《魔山》，台北市：遠景，1988年6版。
- 楊武能等人/譯，鍾英彥/導讀，《魔山》，台北市：桂冠，1994年。
- 陳蒼多/譯，《大師擷英》，台北縣三重市：新雨，1998年。

簡體本：
- 《托尼歐‧克洛格》，安徽文藝出版社，2005年。
- 《魔山》，作家出版社，2006年。
- 《世界文學名著文庫：魔山》，中國戲劇出版社，2006年。
- 《魔山》，長江文藝出版社，2009年。
- 《綠蒂在魏瑪》，上海譯文出版社，2006年。
- 《大騙子克魯爾的自白》，上海譯文出版社，2006年。
- 《中短篇小說選》，上海譯文出版社，2006年。
- 《馬里奧和魔術師》，人民文學出版社，2006年。
- 《威尼斯之死》，陝西師範大學出版社，2008年。
- 《布登勃洛克一家》，譯林出版社，2009年。
- 《浮士德博士：一位朋友讲述的德国作曲家阿德里安·莱韦屈恩的生平》，上海译文出版社，2012年。
- 《浮士德博士》，上海译文出版社，2016年。

## 相關書籍
- 寧瑛，《托馬斯‧曼》，華夏出版社，2002年。